# Sophie Winkleman
Sophie Lara Winkleman (ur. 5 sierpnia 1980) – brytyjska aktorka filmowa, telewizyjna i teatralna. Znana jest m.in. z roli dorosłej Zuzanny Pevensie w filmie Opowieści z Narnii: Lew, czarownica i stara szafa.

## Życie prywatne
Od 12 września 2009 jest żoną Lorda Fredericka Windsora, z którym ma dwoje dzieci.
W 2017 roku Winkleman uległa wypadkowi samochodowemu, w wyniku którego doznała urazu pleców i złamała stopę.

## Filmografia
- 2002: Komandosi – kobieta w banku
- 2002: Budząc zmarłych – Joanna Gold/Clara Gold
- 2003: Inspektor Eddie – Prudence
- 2003: Poirot – Angela Warren
- 2004: Suzie Gold – Debbie Levine
- 2005: Opowieści z Narnii: Lew, czarownica i stara szafa – dorosła Zuzanna Pevensie
- 2005–2010: Peep Show – Big Suze
- 2009: Kingdom – Kate
- 2009: Robin Hood – Ghislaine
- 2010: 100 Questions – Charlotte Payne
- 2011: CSI: Kryminalne zagadki Miami – Sharon Kirby
- 2011: Rozpalić Cleveland – Jill Scroggs
- 2011–2015: Dwóch i pół – Zoey
- 2016: Prawo Milo Murphy’ego – małpa czasu
- 2018: Trust – Margot